# Julian Habermann
Julian Habermann (* 1993 in Freising) ist ein deutscher Opern-, Konzert- und Liedsänger in der Stimmlage Tenor.

## Biografie
Habermann war Mitglied der Regensburger Domspatzen und machte 2012 auf dem Musikgymnasium der Domspatzen sein Abitur. 2012 gewann er außerdem Preise beim Bundeswettbewerb Gesang Berlin (Junior-Wettbewerb) und beim Bundeswettbewerb Jugend musiziert in Stuttgart. 2013 begann er ein Gesangsstudium an der Hochschule für Musik und Darstellende Kunst Frankfurt am Main. 2017 stand er im Finale des internationalen Wettbewerbs „Das Lied“. Er war Stipendiat der Lied-Akademie des Musikfestivals Heidelberger Frühling und 2018 erstmals Teilnehmer der „Liederwerkstatt“ beim Kissinger Sommer. Bereits während seines Studiums war Habermann in verschiedenen Rollen an der Oper Frankfurt zu sehen und gab in der Spielzeit 2018/19 sein Debüt am Staatstheater Wiesbaden. 2019 sang er bei der Kissinger Liederwerkstatt die Liedergruppe „Auf dem See“, die Wolfgang Rihm für Julian Habermann geschrieben hat. Im gleichen Jahr wurde er mit dem „Luitpoldpreis“ des Festivals Kissinger Sommer ausgezeichnet.

## Diskografie

### Alben
- Joseph Haydn: Die Schöpfung (Hob. XXI:2), Gächinger Kantorei Stuttgart, Hans-Christoph Rademann (Accentus ACC30564, 2022)